# Izrael zászlaja
Izrael zászlaját eredetileg a cionista mozgalom részére tervezték 1891-ben. Kialakítása a tallitot, a zsidó imasálat idézi, ami kék csíkos fehér szövetből készül.
Közepén a hatágú csillag a Magen David (Dávid pajzsa), amelyet gyakran – tévesen – Dávid-csillagnak neveznek. A zsidók a 17. század óta használják ezt a szimbólumot; az Első Cionista Kongresszus 1897-ben adoptálta.

## Források

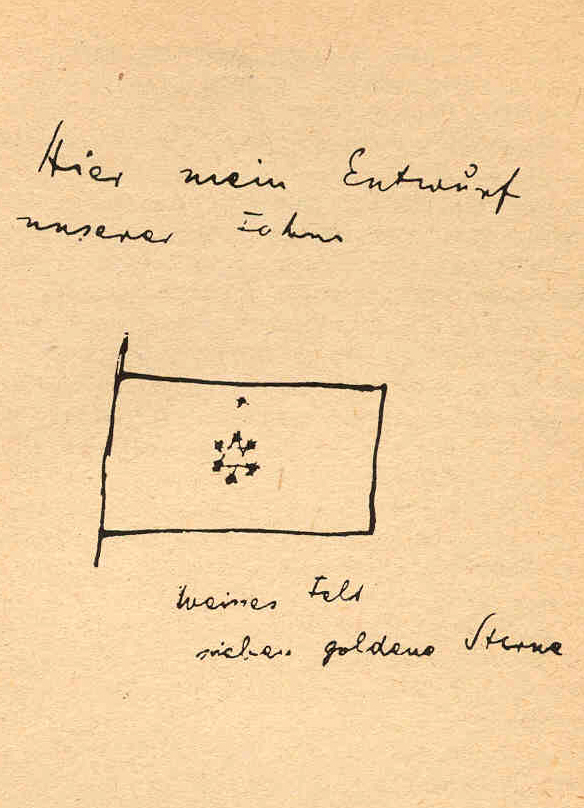
Herzl Tivadar zászlóterve az 1890-es évekből
Herzl zászlaja, rekonstrukció
Izrael zászlaja 1948-ban
Izrael zászlaja 1949-től
Hajózási felségjelzés